# ハシマガリチドリ
ハシマガリチドリ（嘴曲千鳥、Anarhynchus frontalis）は、チドリ目チドリ科ハシマガリチドリ属に分類される鳥類。本種のみでハシマガリチドリ属を形成する。

## 分布
ニュージーランド固有種である。
南島中央部で繁殖し、冬季になると北島や南島北部へ北上し越冬する。

## 形態
全長20-21cm。上面は灰色、下面は白い羽毛で覆われる。
嘴はやや上方へ反りあがり、また右側へ湾曲し鳥類では唯一左右非対称。和名、英名（wrybill=曲がった嘴）共に嘴に由来する。嘴の色彩は黒い。後肢の色彩は暗灰色。
繁殖期のオスは額と胸部に黒い斑紋が入る。非繁殖期のオスは額や胸部の斑紋が灰色になる。

## 生態
繁殖期には河川敷、非繁殖期には湿原、海岸、干潟、半砂漠地帯などに生息する。非繁殖期には大規模な群れを形成することもある。
食性は動物食で、昆虫、クモ、甲殻類、貝類、ゴカイなどを食べる。非繁殖期には泥をつつき獲物を捕食するが、繁殖期には嘴で石の下を探り獲物を捕食する。
繁殖形態は卵生。7-10月（営巣に失敗すると10-12月も）に1回に2個の卵を産む。雌雄交代で抱卵（主にメスが抱卵）し、抱卵期間は30-36日。

## 人間との関係
娯楽としての狩猟などにより生息数は激減し、また開発による生息地の破壊によって生息数の減少が懸念されている。1940年代には狩猟が禁止された。1970年代後半における生息数は5,000-7,000羽と推定され、1994年における生息数は5,111羽が確認されている。

## 画像

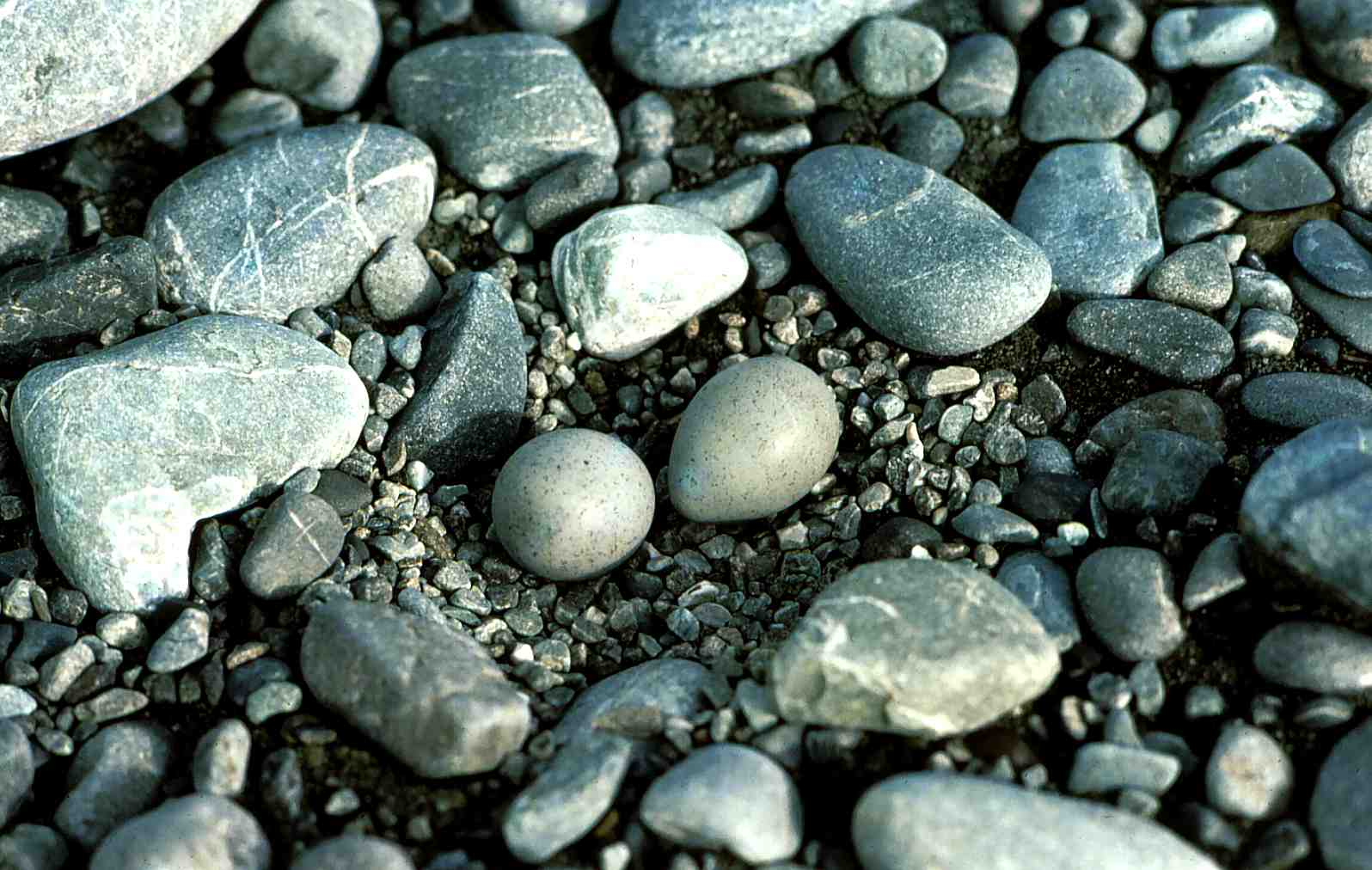
卵
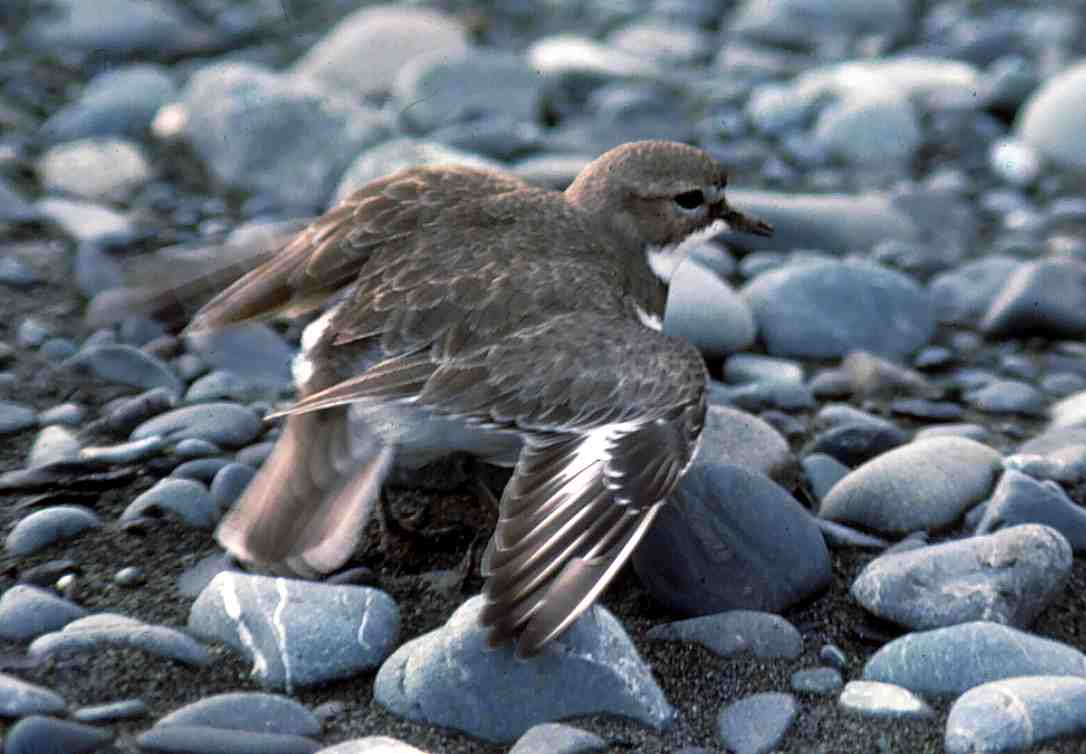
幼鳥
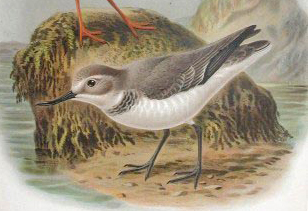
イラスト